# Andrei Jeliàzkov
Andrei Jeliàzkov   (Radnevo, 9 de juliol de 1952) és un exfutbolista búlgar de la dècada de 1970.
Fou 54 cops internacional amb la selecció búlgara amb la qual participà en la Copa del Món de Futbol de 1986.
Pel que fa a clubs, defensà els colors de Slavia Sofia, Feyenoord, RC Strasbourg, i Beerschot.

## Referències

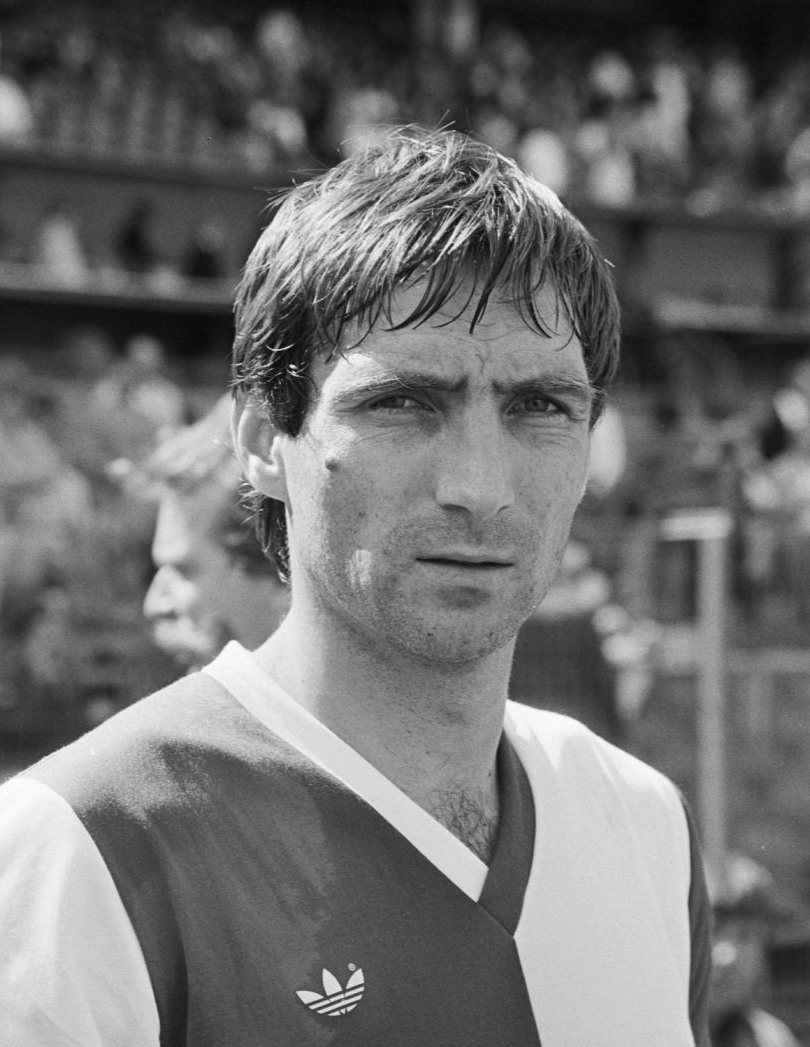
Andrei Jeliàzkov el 1981